# De Gustibus - L'epica storia degli italiani a tavola
De Gustibus - L'epica storia degli italiani a tavola è stato un programma televisivo italiano, trasmesso nel 2016 su History Italia in seconda serata con la conduzione dello storico britannico John Dickie, autore del libro sulla storia della cucina italiana intitolato Delizia! - The epic history of Italians and their food, pubblicato nel 2007 e a cui si ispira il programma.

## Puntate
| Puntata | Titolo                       | Tema                                          | Ospiti                                 | Prima TV        |
| ------- | ---------------------------- | --------------------------------------------- | -------------------------------------- | --------------- |
| 1       | Il menù degli antichi romani | cucina dell'antica Roma                       | Gabriele Bonci e Sally Grainger        | 1º gennaio 2016 |
| 2       | A pranzo con il papa         | cucina e religione                            | Marino Marini e Fulvio Pierangelini    | 8 gennaio 2016  |
| 3       | Cibo e potere                | il cibo nelle corti italiane                  | Lino Scarallo e Antonino Moccia        | 15 gennaio 2016 |
| 4       | La rivoluzione della pasta   | storia della pasta                            | Pierluigi Di Diego e Gianni Malagoli   | 22 gennaio 2016 |
| 5       | Il gioco della fame          | cibo e povertà nella storia italiana          | Bruno Barbieri                         | 29 gennaio 2016 |
| 6       | Viva l'Italia!               | la cucina italiana a partire dal XVIII secolo | Samanta Cornaviera e Giorgio Locatelli | 5 febbraio 2016 |